# گنبله (تویسرکان)
گنبله (تویسرکان)، روستایی از توابع بخش مرکزی شهرستان تویسرکان در استان همدان ایران است.

## مردم
مردم این روستا لر و لک هستند و به زبان لری و لکی سخن می گویند.

## جمعیت
این روستا در دهستان خرم‌رود قرار دارد و براساس سرشماری مرکز آمار ایران در سال ۱۳۹۵، جمعیت آن ۳۱۰ نفر (۱۰۲ خانوار) بوده‌است.